# Edward McGlynn

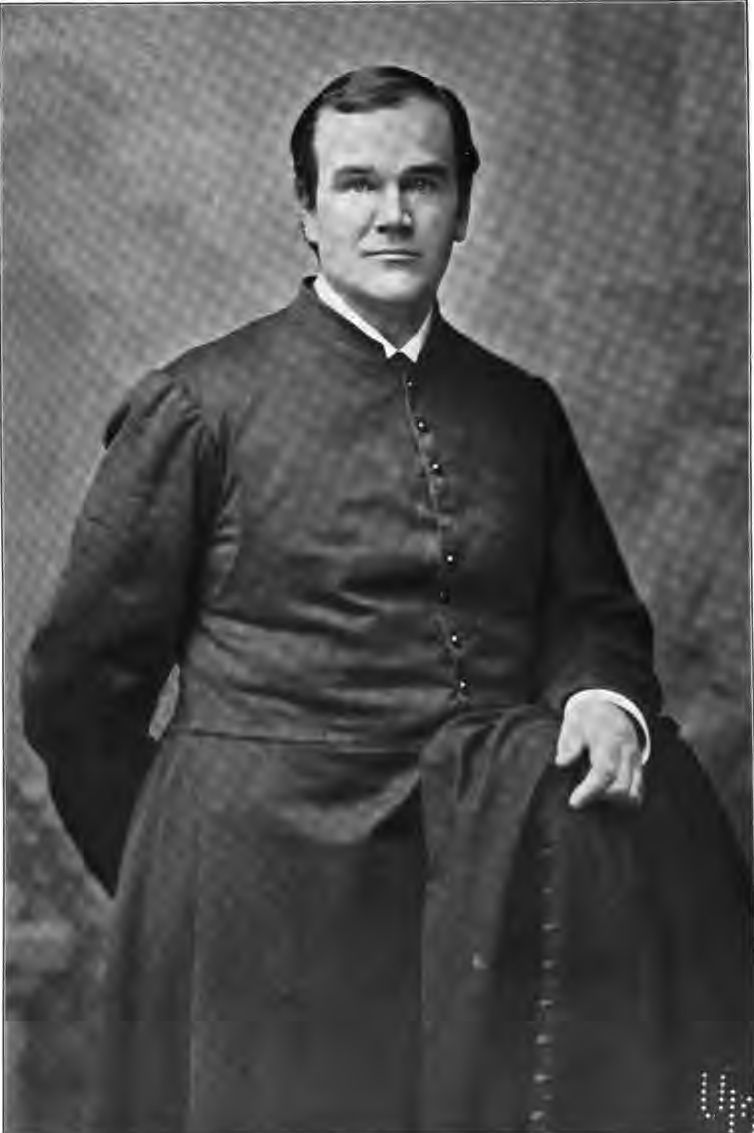
McGlynn hacia 1870 como pastor de St. Stephen's.

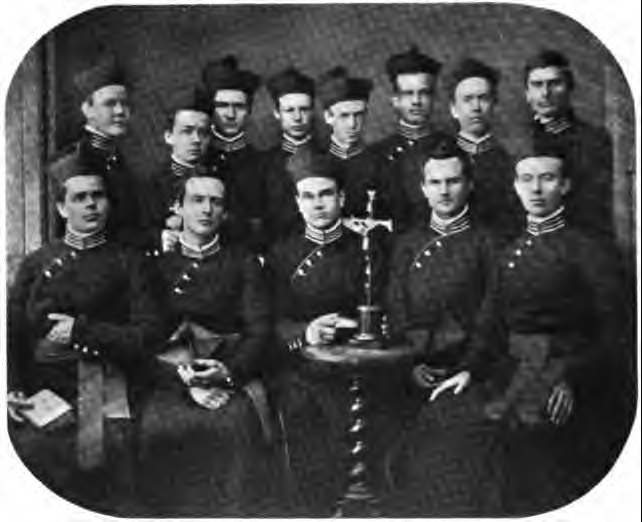
McGlynn estudiante en Roma, 1859, primera fila, tercero por la izquierda.

El padre Edward McGlynn (27 de septiembre de 1837-7 de enero de 1900) fue un sacerdote de la Iglesia católica y reformador social estadounidense.

## Biografía
Nació en la ciudad de Nueva York de padres irlandeses, Peter y Sarah McGlynn. Sus padres habían inmigrado a Estados Unidos en 1824, y su padre llegó a ser un contratista amasando una pequeña fortuna y muriendo en 1847, dejando viuda y diez hijos.
McGlynn fue educado inicialmente en la Thirteenth Street Grammar School. El arzobispo Hughes, amigo de la familia, quedó impresionado por la naturaleza brillante y estudiosa de Edward y lo envió a la Free Academy, origen del City College de Nueva York. Se decidió que fuese sacerdote por lo que se le envió a Roma. En 1859, después de ocho años allí, fue trasladado al recientemente inaugurado Colegio Pontificio de Norteamérica. Obtuvo su doctorado en teología y filosofía y fue ordenado presbítero el 24 de marzo de 1860, pasando a ser ayudante del padre Thomas Farrell en la iglesia de San José, en Nueva York.
El padre Farrell era un activo opositor a la esclavitud y dejó en su testamento 5000 dólares para una iglesia católica afroamericana, además de haber abogado por facilitar una mayor educación a los niños. Estas características probablemente fueron, en gran medida, las responsables de las opiniones y prácticas caritativas y humanitarias de su ayudante, que se mantuvieron durante toda su vida. 
Desde el principio McGlynn fue calificado como un trabajador extremadamente laborioso; su salud se resintió en 1862 y fue enviado a Europa a recuperarse. A su vuelta a Estados Unidos fue designado capellán en el Hospital Militar de Central Park, puesto que ocupó hasta el final de la Guerra Civil de Estados Unidos.
En 1866 se hizo cargo de la parroquia de San Esteban. Trabajó con gran energía y celo, no tan solo en las actividades parroquiales, sino también en muchas respetables iniciativas públicas. En poco tiempo adquirió una sólida reputación entre los más destacados curas católicos en la ciudad, como un hombre de opiniones decididas y, para la época, revolucionarias. 
La primera ocasión en que McGlynn llamó la atención de todo el país, y entró en conflicto con sus superiores eclesiásticos, fue por su oposición a las escuelas parroquiales, ya que él sostenía que las escuelas públicas debían ser lo suficientemente buenas para todos los niños norteamericanos. También fue criticado por su abierta amistad con clérigos protestantes, llegando incluso a pronunciar un sermón en la iglesia protestante de Henry Ward Beecher.
Pasado un tiempo empezó a sentir que esta vida era una carga "por la procesión inacabable de hombres, mujeres y niños acudiendo a su puerta para pedir, no tanto por sus almas, sino por un empleo." Escribió: "Empecé a preguntarme, '¿no hay ningún remedio?'...Empecé a estudiar un poco de economía política, para preguntarme '¿cuál es la ley divina que debe regir el mantenimiento de Su familia en la tierra?'"
Creyó que había encontrado la respuesta en las enseñanzas de Henry George, quedando profundamente impresionado por Progreso y Pobreza, y fue con el respaldo entusiástico de George que comenzó a desafiar a sus superiores. Con sus acostumbrados fervor, energía y elocuencia valoró la doctrina georgista del impuesto único como el remedio universal y fundamental para la pobreza. En el año 1886 tomó partido en la fallida campaña de Henry George para la alcaldía de Nueva York, lo que le hizo entrar en conflicto con su conservador arzobispo, Michael A. Corrigan.
El arzobispo le suspendió de sus funciones eclesiásticas durante dos semanas. McGlynn siguió con su discurso, declarando que George era no solo digno para el cargo de alcalde de Nueva York, sino incluso para el de presidente de los Estados Unidos. 
El 14 de enero de 1887, el arzobispo Corrigan recurrió a la Santa Sede, destituyó a McGlynn como párroco de San Esteban y notificó a los demás obispos y arzobispos americanos su decisión. Dos días después un cablegrama del cardenal Simeoni ordenaba a McGlynn retractarse de su teoría de la tierra y presentarse inmediatamente en Roma. El Dr. Richard Lalor Burtsell, como abogado canónico de McGlynn, cablegrafió su respuesta indicando que su cliente lo haría bajo determinadas condiciones. Al mismo tiempo, escribió una extensa carta al cardenal Gibbons explicando por completo la situación de McGynn desde el punto de vista de este. En cualquier caso, el cardenal Gibbons no hizo seguir la carta a las autoridades de Roma, limitándose a efectuar una declaración oral de su contenido. El papa León XIII le ordenó presentarse en Roma en el plazo de cuarenta días bajo apercibimiento de excomunión. McGynn, manteniendo que no era culpable de ninguna testaruda resistencia, y sin saber que su respuesta hecha por medio de Burstell no había llegado nunca a las manos del papa, se justificó en su mala salud, rehusó obedecer la orden y la excomunión se hizo efectiva el 4 de julio de 1887. Durante más de cinco años siguió defendiendo la doctrina del impuesto único en la reuniones del domingo por la tarde en la Sociedad Antipobreza, fundada por George en marzo de 1887. También hizo una gira por los estados del Oeste y de modo virtual se declaró a sí mismo no creyente en la supremacía del papa. 
En 1892, monseñor Satolli vino a los Estados Unidos como legado pontificio con instrucciones del papa para examinar el caso McGlynn, quien se comprometió a no divulgar más doctrinas no autorizadas por la Iglesia. Esto, combinado con el dictamen de cuatro profesores de la Universidad Católica en el sentido de que las opiniones de McGlynn sombre el impuesto único no eran contrarias a la enseñanza católica, llevaron a Satolli a levantar la excomunión el 23 de diciembre y le restauró en su ministerio al día siguiente. En la mañana del día de Navidad McGlynn celebró misa por primera vez desde su excomunión en 1887. Aquella tarde habló en el Sindicato del Cobre ante una multitud entusiasta, no pronunciando ninguna palabra de disculpa por sus acciones sino que, por el contrario, indicó que seguía abogando por las doctrinas del impuesto único y, a continuación, pronunció un tradicional sermón de Navidad.
En junio del siguiente año visitó Roma y fue recibido cordial y privadamente por el papa. En una descripción de la entrevista, realizada al poco tiempo, mencionó que el papa le dijo: "pero seguramente usted admite el derecho de propiedad ", y que él le contestó afirmativamente con respecto a "los productos de la industria individual". Aparentemente el pontífice quedó satisfecho por la respuesta. En los años siguientes, en las reuniones en las que habló del impuesto único, dejó completamente claro que el papa no le había requerido que se retractase de sus opiniones sobre el tema de la tierra.
Un pasaje de la encíclica papal Rerum Novarum, de 1891, dice: "El derecho a la propiedad privada se deriva de la naturaleza, no del hombre, y el Estado tiene el derecho a controlar su uso solo en interés del bien público, pero de ningún modo para asumir la propiedad. El Estado, por tanto, sería injusto y cruel si bajo la invocación de la imposición privara al propietario de más de lo que es justo." 
En 1894, McGlynn fue designado párroco de la iglesia de Santa María en Newburgh. Celebró su primera misa allí el 1 de enero de 1895. Después de una enfermedad de seis semanas, que redujo su físico robusto a una apariencia demacrada, falleció de la enfermedad de Bright en la rectoría de la iglesia el 7 de enero de 1900. Se habían ofrecido plegarias tanto en iglesias católicas como protestantes para su recuperación. Su funeral constituyó una amplia expresión de duelo y aprecio por parte de ambas comunidades. Se realizó en Newburgh el 10 de enero, con la asistencia de cerca de cien sacerdotes católicos y todos los clérigos protestantes de la ciudad. Su amigo íntimo por más de medio siglo, el Dr. Burtsell, leyó el elogio fúnebre.
A pesar de que McGlynn está enterrado en el cementerio Calvary, en Queens, una estatua a tamaño natural de él realizada en bronce se erige en el cementerio Woodlawn en el Bronx, sufragada mediante suscripción entre sus seguidores, ya que la archidiócesis no permitió se situara en su tumba, por lo que se compró el terreno en Woodlawn.